# Jürgen Schanze
Jürgen Schanze (* 7. Februar 1956) ist ein ehemaliger deutscher Fußballspieler. 1978 bestritt er ein Spiel für die BSG Stahl Riesa in der DDR-Oberliga, der höchsten Spielklasse im DDR-Fußball.

## Sportliche Laufbahn
In der Saison 1973/74 tauchte Jürgen Schanze erstmals in der zweitklassigen DDR-Liga auf, als er für die 2. Mannschaft der Betriebssportgemeinschaft (BSG) Stahl Riesa in einem Punktspiel eingesetzt wurde. Diese stieg am Ende der Saison ab und spielte 1974/75 in der Bezirksliga Dresden, stieg aber unter Mitwirkung von Schanze umgehend wieder in die DDR-Liga auf. 1975/76 wurde er weder in der 1. noch in der 2. Mannschaft eingesetzt, die 2. Mannschaft spielte 1976/77 in der Nachwuchsoberliga. Die 1. Mannschaft stieg 1977 in die DDR-Liga ab, stieg aber sofort wieder auf. An diesem Aufstieg war Schanze mit einem Punktspieleinsatz beteiligt, hauptsächlich spielte er bedingt durch den Oberligaabstieg mit Riesa II wieder in der Bezirksliga. Nachdem die BSG Stahl ab 1978/79 wieder in der Oberliga gespielt hatte, kam Schanze, der eigentlich zum Kader der Nachwuchsoberliga gehörte, zu seinem einzigen Erstligaeinsatz. Am 7. Oberligaspieltag wurde er in der Begegnung 1. FC Magdeburg – Stahl Riesa (5:0) in der 30. Minute für den verletzt ausgeschiedenen Mittelfeldspieler Volkmar Raabe eingewechselt.
Zur Saison 1979/80 wechselte Schanze zum DDR-Ligisten BSG Aktivist Schwarze Pumpe. Dort gelang es ihm, wenigstens in der Zweitklassigkeit Fuß zu fassen. Mit der BSG Aktivist bestritt er bis 1983 vier DDR-Liga-Spielzeiten und kam bei 88 ausgetragenen Punktspielen zu 65 Einsätzen, in denen er neun Tore erzielte. Nach der Saison 1982/83 zog sich Jürgen Schanze 27-jährig vom höherklassigen Fußball zurück. Er schloss sich der TSG Elsterwerda an, mit der er 1983 Bezirksmeister wurde, in der Aufstiegsrunde zur DDR-Liga aber scheiterte.